# Murmidius stoicus
Murmidius stoicus is een keversoort uit de familie dwerghoutkevers (Cerylonidae). De wetenschappelijke naam van de soort werd in 1942 gepubliceerd door Howard Everest Hinton.